# Simon Fokke
Pour les articles homonymes, voir Fokke.
Simon Fokke (Amsterdam, 1712-1784) est un dessinateur et graveur néerlandais.
Formé par Jan Caspar Philips (1690-1775), il travaille principalement comme graveur d'illustrations (portraits et vignettes).

## Œuvre gravé
- Planches pour Vaderlandsche Historie de Jan Wagenaar (en) (1749-1759) ;
- Autoportrait ;
- Vue du port de Leghorn, d'après Claude Joseph Vernet ;
- Vue près de Narni, en Lombardie, d'après Vernet ;
- Série de six planches intitulée Vues néerlandaises, avec rivières, bateaux et patineurs, d'après Hendrick Avercamp ;
- Plusieurs portraits pour Portraits historiques des hommes illustres de Dannemark, de Tycho de Hofman (1741) ;
- Le Traité de paix à Munster, d'après Gerard ter Borch ;
- L'Enfant prodigue, d'après José de Ribera (Gemäldegalerie Alte Meister, Dresde) ;
- Jacob gardant les troupeaux de Laban, d'après Ribera (Gemäldegalerie Alte Meister, Dresde) ;
- Le Bain de DidoThe Death of Dido, burlesque d'après Cornelis Troost ;
- Vignette de la Liberté, sur la page de titre du Discours sur l'origine et les fondements de l'inégalité parmi les hommes de Jean-Jacques Rousseau (1755)[1].
- 1741 : Portrait de Philippe Néricault Destouches